# 안지환
안지환(安志煥, 1969년 7월 24일 ~ )은 대한민국의 성우이자 배우, 방송인으로, 1988년 연극 배우였다가, 1993년 문화방송 성우극회 공채 11기로 입사했다. 배우자는 같은 소속의 성우인 정미연이다.

## 약력
오락 프로그램의 내레이션을 중심으로 활발한 활동을 보이고 있으며, 특히 《아침마당》에서는 비고정 패널로도 자주 출연하고 있다. 때문에 드라마, 교양, 오락 등 모든 프로그램 장르에서 각각의 특색에 맞는 목소리 구현으로 주목을 받고 있으며, 현재는 방송과 TV광고에 자주 등장하는 목소리로써, 연예인과 함께하는, 이른바 톱 개그맨 급의 성우로 인기를 얻게 되었다.

## 학력
- 광성고등학교 졸업
- 중앙대학교 예술대학원 공연영상학과 예술학 석사

## 주요 작품

### 방송
- 코미디하우스 (MBC) - 코너 '3자토론' 사회자 역(성우가 아닌 연기자로서 직접 출연)
- 야인시대 스페셜 (SBS) - 내레이션
- MBC 뉴스데스크(헤드라인뉴스 1996년~1999년)
- 노장불패 (KBS대전)
- 도망자
- 꼭 한번 만나고 싶다(MBC)
- 뉴스플러스 암니옴니(MBC)
- 신강균의 뉴스 서비스 사실은(MBC)
- 심야스페셜(KBS)
- 월드다큐
- 좋은 친구들(SBS)
- 일요일 일요일 밤에(MBC) - 러브 하우스 코너, 대단한 도전 코너의 해설, 예고편 해설 등
- 실제상황 토요일(SBS)
- 세느강의 별(MBC)
- 일요일이 좋다(SBS)
- 깜짝박물관 믿거나 말거나(딘 케인)
- 미녀와 뱀파이어(MBC) - 잰더(니콜라스 브랜든)
- TV 동물농장(SBS) - 내레이션
- 긴급구조 119(KBS 2TV) - 2003년 방송(시즌 2)
- 아침마당(KBS 1TV) - 매주 금요일 패널 출연중
- 있다 없다(SBS) - 내레이션[1]
- 세상은 넓다(KBS 1TV)
- 결정맛대맛(SBS)
- 기아체험 24시간(SBS)
- 우리 아이가 달라졌어요(SBS)
- 위기탈출 넘버원(KBS 2TV)
- SBS 인기가요 - 가요정보 해설 출연(2004년 후반 ~ 2008년 5월, 500회 특집 TAKE7 소개 나레이션)
- 윤종신의 두시의 데이트(MBC FM4U) - Coming Soon Quiz 코너 출연 중
- 황금어장 무릎팍도사(MBC)
- 놀라운 대회 스타킹(SBS)
- 호모오일리쿠스(KBS)
- 현장기록 형사(MBC)
- MBC 스페셜(MBC) - 람사르총회특집 - 순천만 도둑게 내레이션
- MBC 스페셜(MBC) - 대보초의 하얀 죽음 내레이션
- 공감 특별한 세상(MBC) - 내레이션
- 경제매거진 M(MBC) - 내레이션
- 자명고 스페셜(SBS) - 내레이션
- 생방송 오늘(KBS 2TV) - 리포터
- 최윤영의 세계다큐기행(MBC)
- 한식탐험대(KBS)
- 사랑의스튜디오(MBC)
- 접속 무비월드(SBS)
- 9595쇼(TBS)
- 생활의 달인(SBS)
- 뉴스후(MBC)
- SBS 생활경제(SBS)
- 21세기 위원회(MBC)
- 칭찬합시다(MBC)
- 섹션TV 연예통신(MBC)
- 박재동의 시사만화(MBC)
- 장길산 스페셜(SBS)
- 서동요 스페셜(SBS)
- 자이언트 스페셜(SBS)
- 과학카페(KBS 1TV)
- 미라클(MBC)
- 뉴스후(MBC)
- 백지연의 끝장토론(tvN)
- 화성인 바이러스(tvN)
- 명작스캔들(KBS 1TV)
- 전파견문록(MBC)
- 슈퍼바이킹(SBS)
- MBC 연기대상(MBC)
- 도전! 퀴즈퀸(SBS)
- 대단한 가족(KBS) - 내래이션
- 성공의 비밀(MBC)
- 박재동의 시사만화(MBC)
- 뽀뽀뽀(MBC)
- TV쇼 진품명품(KBS 1TV)
- 놀러와(MBC)
- 7일간의 기적(MBC)
- SBS 연기대상(SBS)
- KBS 연예대상(KBS 2TV)
- 10.27다큐(MBC)
- 1 대 100(KBS 2TV)
- 기적의 오디션(SBS)
- 탑밴드(KBS2)
- 맛있는 초대(SBS)
- 학교전설(SBS)
- 가족오락관(KBS 1TV)
- 글로벌 성공시대(KBS)
- 생방송 금요와이드(MBC)
- 디자인 성공시대(SBS)
- 서바이벌 독서퀴즈왕(SBS)
- 고고 동물탐험(SBS)
- 로드쇼 힘나는 일요일(SBS)
- 뷰티풀 라이프(SBS)
- 불만제로(MBC)
- 이야기 속으로(MBC)
- 잘먹고 잘사는 법(SBS)
- KBS 아침뉴스타임(KBS 2TV)
- 스타골든벨 (KBS 2TV)
- 도전 1000곡(SBS)
- 호루라기(KBS 2TV)
- 의뢰인 K(KBS 2TV)
- 한밤의 TV연예(SBS)
- 세상보기 시시각각(MBC)
- 열린TV 시청자 세상(SBS)
- SBS 연기대상(SBS)
- 한국 100년 우리는 이렇게 살았다(MBC) - 내레이션
- 모닝와이드(SBS) - 안지환의 블랙박스로 본 세상 진행
- 스타주니어쇼 붕어빵(SBS)
- 생방송 투데이(SBS)
- KBS 스폐셜 - 최고의 한국시리즈(KBS N 스포츠)
- 김병만, 이수근의 10년의 꿈(SBS)
- 전설의 맛(TV조선)
- 가족의 품격 풀하우스(KBS 2TV)
- 그레이워터(KBS부산)
- 1960 마산을 걷다(KBS창원)
- 고수의 비법 황금알(MBN)
- 미녀의 비밀(KBS 2TV)
- 축구가 보인다(SBS ESPN)
- MBC 100분 토론(MBC)
- 출발 드림팀 시즌2(KBS 2TV)
- 2014인천아시안게임 폐막식 장내 나레이션
- 2015광주하계유니버시아드 대회 개막식 장내 나레이션
- 생방송 퀴즈가 좋다(MBC)
- 무한도전(MBC)
- 세상을 만나자(SBS 러브FM)
- 다큐프라임 - 900개의 영혼, 파푸아뉴기니 (EBS) - 내레이션
- 스타킹 (SBS) - 출연
- 세기의 대결 알파고 대 이세돌 (SBS) - 출연
- 드림 플레이어 (tvN)
- 2016 국민의 선택 (SBS)
- 야생셰프 (MBN) - 내레이션
- 7인의 미스 코리아 (KBS2) - 내레이션
- 맨 인 블랙박스 (SBS) - 내레이션
- 트릭 앤 트루 - 사라진 스푼 (KBS2) - 내레이션
- MBC 스페셜 721회 : 자연다큐멘터리, 한강 (MBC) - 내레이션
- 미스터리 음악쇼 복면가왕 (MBC) - 나보다 조금 더 높은 곳에 네가 있을 뿐, 등산맨.
- 부산 원아시아 페스티벌 특집 SBS 인기가요 (SBS) - 내레이션
- 트릭 & 트루 (KBS2) - 내레이션
- 2016 희망TV SBS - 희망노래방 부기부기 (SBS) - 진행
- MBC 스페셜 732회 : 7년의 기록, 지금 남극에서는 (MBC) - 내레이션
- MBC 스페셜 734회 : 농부의 탄생 - 열혈 남한정착기 (MBC) - 내레이션
- 휴먼다큐 사람이 좋다 214회 (MBC) - 출연
- 2017 국민의 선택 (SBS) - 내레이션
- 채널A 스포츠 - 김자인 챌린지 555 (채널A) - 내레이션
- MBC 다큐프라임 298회 : 도박중독, 치유될 수 있는가 (MBC) - 내레이션
- MBC 스페셜 739회 : 슈퍼맨은 없다 - 아빠들의 육아휴직 (MBC) - 내레이션
- 내 딸의 남자들 : 아빠가 보고 있다 (E채널) - 출연
- MBC 스페셜 743회 : 당신의 행복을 앗아가는, 가짜감정중독 (MBC) - 내레이션
- 수요미식회 (OLIVE) - 145회
- 1 대 100 497회 (KBS2) - 출연
- 얼마예요? (TV조선) - 출연
- 좌충우돌 만국유람기 인도편 (부산MBC) - 내레이션
- PD수첩 1160회 : 국회는 시크릿가든.큰스님께 묻습니다 (그 후) (MBC) - 내레이션
- 아빠본색 (채널A) - 출연
- 비디오스타 44회 (MBC 에브리원) - 게스트
- EBS 다큐프라임 생과 사의 강 브라마푸트라 (EBS1) - 내레이션
- 특집 다큐 청년 내일을 찾다 (KBS1) - 내레이션
- 찾아라! 부산 기네스 제1부 : 역사편 / 제2부 : 문화편 (KNN) - 내레이션
- 특집 다큐멘터리 499회 : 네트워크 특선_땅은 살아있다 (SBS) - 내레이션
- 추석특집 한식, 세계를 품다 (KBS2) - 내레이션
- 추석 특집 BTS 예능 연대기 (SBS) - 내레이션
- 생방송 행복드림 로또 6/45 (MBC) 출연 886회
- 처음듣는 라디오 안지환입니다 (국방FM)
- 생방송 음악캠프 (MBC)
- 네 마음을 보여줘 (MBC)
- 일요스타워즈 (MBC)
- 다큐On 175회 : 요즘 학교, 요즘 공부법 고교학점제 (KBS1) - 내레이션
- 위기탈출 생존왕 (TV조선)
- 식객 허영만의 백반기행 288회 (TV조선) - 게스트 (딸 안예인과 동반 출연)

### 드라마
- 제4공화국 (MBC) (1995년) -5.18 광주시민군 단역
- 제5공화국 (MBC) (2005년) - 해설
- 블러드 (KBS 2TV) (2015년) - 러비 목소리 역
- 돌아온 황금복 (SBS) (2015년) - 백향섬유 직원 역
- 마을 (SBS) (2015년) - 배우로 출연
- 연남동 539 (MBN) (2018년) - 담임선생님 역 (우정출연)
- 강남 스캔들 (SBS) (2018년) - 은재만 역
- 살인자ㅇ난감 (Netflix) (2024년) - TV 성우 역

### 실사 영화
- 《바라던 바다》 (2015년) - 의사 역
- 《은하》 (2017년) - 브로커 역
- 《이웃집 스타》 (2017년) - 우영덕 / 우 실장 역
- 《스크래치》 (2017년)
- 《신 전래동화》 (2018년) - 허준 역
- 《수상한 이웃》 (2019년) - 영식 역
- 《식스볼》 - 최 사장 역 (특별출연)

### 영화
- 톰 크루즈 전담
  - 미션 임파서블 (SBS) - 이선 헌트
    - 미션 임파서블 2 (MBC) - 이선 헌트
    - 미션 임파서블 3 (MBC) - 이선 헌트

  - 라스트 사무라이 (SBS) - 네이선 알그렌 대위
  - 마이너리티 리포트 (SBS) - 존 앤더턴
  - 탑건 (MBC) - 매버릭

- 벤 애플렉 전담
  - 페이첵 (SBS) - 마이클
  - 진주만 (SBS) - 레이프 매컬리
  - 아마게돈 (SBS) - A.J
  - 포스 오브 네이처 (SBS) - 벤
  - 레인디어 게임 (SBS) - 루디

- 발 킬머 전담
  - 히트 (MBC) - 크리스 셜리스
  - 탑건 (SBS) - 톰 '아이스맨' 카잔스키
  - 고스트 앤 다크니스 (MBC) - 패터슨

- 존 큐잭 전담
  - 에어 콘트롤 (MBC) - 닉
  - 콘 에어 (MBC) - 번스 라킨
  - 시티 홀 (SBS) - 매빈 켈훈
  - 씬 레드 라인 (MBC) - 개프, 에드워드 P. 트레인 (존 디 스미스)

- 황비홍 6 (MBC) - 황비홍 (이연걸)
- 스틸 (MBC) - 슬림 (스티븐 도프)
- 이연걸의 탈출 (MBC) - 이걸 (이연걸)
- 올 더 프리티 호스 (MBC) - 존 그레디 콜 (맷 데이먼)
- 겜블 (MBC) - 닉 리슨 (이완 맥그리거)
- 빅 대디 (MBC) - 서니 (애덤 샌들러)
- 반지의 제왕 2 (SBS) - 아라곤 (비고 모텐슨)
- 반지의 제왕 3 (SBS) - 아라곤 (비고 모텐슨)
- 실버호크 (MBC) - 문인 (임현제)
- 사무라이 픽션 (MBC) - 가자마쓰리 (호테이 도모야스)
- 나쁜 녀석들 (MBC) - 마이클 라우리 (윌 스미스)
  - 나쁜 녀석들 2 (MBC) - 마이클 라우리 (윌 스미스)
- 영웅(MBC) - 무명 (이연걸)
- 토마스 크라운 어페어 (MBC) - 토마스 크라운(피어스 브로스넌)
- 스타 워즈 (MBC)
- 중국룡 (MBC) - 성무 (카네시로 타케시)
- 천녀유혼 (MBC, SBS) - 채신 (장국영)
  - 천녀유혼 2 (MBC, SBS) - 영채신 (장국영)
- 닉 오브 타임 (MBC) - 진 왓슨 (조니 뎁)
- 더블 팀 (MBC) - 잭퀸 (장클로드 반담)
- 웰컴 투 정글 (MBC) - 벡 (더 락)
- 콘택트 (SBS) - 팔머 조스 (매슈 매코너헤이)
- 에너미 앳 더 게이트 (MBC) - 자이체프 (주드 로)
- 캐리비안의 해적: 블랙 펄의 저주 / 캐리비안의 해적: 망자의 함 (MBC) - 잭 스패로우 (조니 뎁)
- 이탈리안 잡 (MBC) - 스티브 (에드워드 노턴)
- 이도공간 (SBS) - 짐 (장국영)
- 연인 (MBC) - 유포두 (류더화)
- 아일랜드 (SBS) - 톰 링컨 (이완 맥그리거)
- 트로이 (SBS) - 아킬레우스 (브래드 피트)
- 트윈 이펙트 (SBS) - 흡혈귀 사냥꾼
- 800 블렛 (SBS)
- 미션 임파서블 3 (MBC)
- 배트맨 비긴즈 (SBS) - 브루스 웨인 / 배트맨 (크리스천 베일)
- 월드 오브 투모로우 (MBC) - 조 (주드 로)
- 토네이도 (MBC) - 얀 베르거 (마티아스 쾨베를린)
- 해리포터와 비밀의 방 (SBS) - 루시우스 (제이슨 아이작스)
- 알렉산더 (MBC) - 알렉산더 (콜린 패럴)
- 오션스 트웰브 (SBS) - 러스티 라이언(브래드 피트)
- 코어 (MBC) - 조슈아 키스 (에런 엑하트)
- 포 페더스 (MBC) - 해리 페버샴 (히스 레저)
- 반지의 제왕 3 (SBS)
- 적벽대전 (MBC)
- 컨피던스 (SBS) - 제이크 (에드워드 번스)
- 신용문객잔 (MBC) - 주회안 (양가휘)
- 마지막 지하철 (SBS) - 베르니르 (제라르 드파르디외)
- 장미의 이름 (SBS) - 아조 (크리스천 슬레이터)
- 도브 (SBS) - 머튼 (라이너스 로체)
- 발렌타인 데이 (SBS) - 오케이 (여명)
- 뉴 이어스 데이 (SBS) - 스티븐 (바비 배리)
- 트리거 이펙트 (SBS) - 매튜 (카일 매클라클런)
- 투 윅스 노티스 (SBS) - 조지 웨이드 (휴 그랜트)
- 리플리 (SBS) - 디키 (주드 로)
- 브래스드 오프 (SBS) - 앤디 (이완 맥그리거)
- 꿈꾸는 아프리카 (SBS) - 파울로 갤만 (벵상 카셀)
- 케이브 (SBS) - 잭 (콜 하우저)
- 콘택트 (SBS) - 팔머 조스 (매슈 매코너헤이)
- 툼 레이더 2: 판도라의 상자 (SBS) - 테리 (제라드 베틀러)
- 선택 (SBS) - 가이 루던 (휴 그랜트)
- 웨딩플래너 (SBS) - 스티븐 (매슈 매코너헤이)
- 드리븐 (SBS) - 보 브란텐버그 (틸 슈바이거)
- 스크림 3 (SBS) - 로만 (스콧 폴리)
- 상성 : 상처받은 도시 (MBC) - 유정희 (량차오웨이)
- 도망자 (MBC)
- 네프 므와 (MBC)
- 카운트다운 히로시마 (MBC) - 해설
- 콜드 마운틴 (MBC) - 인먼 (주드 로)
- 촉산전 (MBC) - 현천종 (정이건)
- 썬더하트 (MBC)
- 마스크 오브 조로 (MBC) - 러브 대위 (맷 레처)
- 이연걸의 소림오조 (MBC) - 홍의관 (이연걸)
- 복제인간의 제국 (MBC) - 잭 벨리첵 (제프 골드블룸)
- 코로나도 (MBC) - 아넷 (클레이턴 로너)
- 빅 히트 (MBC) - 멜빈 (마크 월버그)
- 당신이 잠든 사이에 (MBC) - 피터 (피터 갤러허)
- 의천도룡기 (MBC) - 장무기 (이연걸)
- 동방불패 (MBC) - 영호충 (이연걸)
- 제르미날 (MBC) - 에티엔 (르노)
- 프로텍션 (MBC) - 살바토레 베로니카 (스티븐 볼드윈)
- 화소도 (MBC) - 황웨이 (양가휘)
- 블루 데블 (MBC) - 이지 로우린스 (덴절 워싱턴)
- 스타트렉 9: 최후의 반격 (MBC) - 데이터 (브렌트 스파이너)
- 동사서독 (MBC) - 구양봉 / 서독 (장국영)
- 영웅신탐 (MBC) - 맥곤 (오진우)
- 클루리스 (MBC) - 조시 (폴 러드)
- 스피시즈 (MBC) - 아든 (앨프리드 몰리나)
- 라이징 선 (MBC) - 이시하라 (스탠 에기)
- 친니친니 (MBC) - 진가부 (카네시로 타케시)
- 위험한 증언 (MBC) - 램지 (앤드루 매카시)
- 큰 도둑 작은 도둑 (MBC) - 루벤 / 로비 (앤디 가르시아)
- 유혹의 선 (MBC) - 데이빗 (케빈 베이컨)
- 로빈 후드: 도둑들의 왕자 (MBC) - 윌 스카렛(크리스찬 슬레이터)
- 카오스 팩터 (MBC) - 잭 포인트 (안토니오 사바토 주니어)
- 트루먼 쇼 (MBC) - 트루먼 버뱅크 (짐 캐리)
- 플레드 (MBC) - 닷지 (스티븐 볼드윈)
- 파고 (MBC) - 칼 쇼월터 (스티브 부세미)
- 모험왕 (MBC) - 모험왕 (이연걸)
- 유주얼 서스펙트 (MBC) - 마이클 맥매너스 (스티븐 볼드윈)
- 드라큘라 (MBC) - 조나단 (키아누 리브스)
- 퀘스트 (MBC) - 크리스 (장클로드 반 담)
- 소친친 (MBC) - 장융 (곽부성)
- 디 아이 (MBC) - 아화 (주준위)
- 토머스 크라운 어페어 (MBC) - 토머스 (피어스 브로스넌)
- 메이드 인 아메리카 (MBC) - 티케이크 (윌 스미스)
- 파이트 클럽 (MBC) - 타일러 (브래드 피트)
- 풍운 (MBC) - 섭풍 (정이건)
- 집으로 가는 길 (MBC) - 낙옥생 (손흥뢰)
- 에버 애프터 (MBC) - 헨리 왕자 (더그레이 스콧)
- 스크림 (MBC) - 빌리 (스킷 울리히)
- 스크림 2 (MBC) - 미키 (티머시 올리펀트)
- 체인 리액션 (MBC) - 애디 (키아누 리브스)
- 컷스로트 아일랜드 (MBC) - 쇼 (매슈 모딘)
- 나 홀로 집에 (MBC) - 마브 (대니얼 스턴)
  - 나 홀로 집에 2 (MBC) - 마브 (대니얼 스턴)
- 아스테릭스 2: 미션 클레오파트라 (MBC) - 시저 (알랭 샤바)
- 블레이드 (MBC) - 프로스트 (스티븐 도프)
- 겨울 전쟁 (MBC) - 루트 중위
- 라이언 일병 구하기 (MBC) - 라이언 일병 (맷 데이먼)
- 스타워즈 에피소드 6 (MBC) - 루크 스카이워커 (마크 해밀)
- 플루크 (MBC) - 플루크, 탐 존슨 (매슈 모딘)
- 유혹은 밤 그림자처럼 (MBC) - 레이먼드 (앤디 가르시아)
- 스타워즈 에피소드 1 (MBC) - 오비완 (이완 맥그리거)
- 인도차이나 (MBC) - 장 바티스트 (뱅상 페레)
- 질리안의 37번째 생일에 (MBC) - 데이비드 (피터 갤러거)
- 가위손 (MBC) - 에드워드 (조니 뎁)
- 구름 속의 산책 (MBC) - 폴 (키아누 리브스)
- 황비홍 (MBC) - 황비홍 (이연걸)
  - 황비홍 2 (MBC) - 황비홍 (이연걸)
- 론머맨 2 (MBC) - 조브 (맷 프루어)
- 긴급명령 (MBC)
- 옹박 - 두 번째 미션 (MBC) - 캄 (토니 자)
- 적벽대전 2 (MBC) - 주유 (량차오웨이)
- 트레이닝 데이 (SBS) - 알론조 (덴절 워싱턴)
- 스내치 (MBC) - 미키 (브래드 피트)
- 리크루트 (MBC) - 제임스 클레이튼 (콜린 패럴)
- 부귀열차 (SBS) - 조덕견 (원표)
- 코어 (MBC) - 조슈아 키스 (에런 엑하트)
- 게릴라 (MBC)
- 어퓨굿맨 (MBC)
- 에디 (MBC)
- 딥 임팩트 (MBC) - 모나쉬 (론 엘다드)
- 피고인 (MBC)
- 낭만풍폭 (MBC)
- 붉은 가마 (MBC)
- 이너스페이스 (MBC)
- 데블스 오운 (SBS) - 로리 / 프랜시스 맥과이어 (브래드 피트)
- 사랑의 블랙홀 (MBC)
- 로보캅 2 (MBC) - 홀츠강 (제프 매카티)
- 뱀파이어 해결사 (MBC) - 파이크 (루크 페리)
- 얼라이브 (SBS) - 로이 (케빈 브레즈나한)
- 차이나 레이크 살인사건 (MBC)
- 의혹속의 증거 (MBC)
- 키스 더 걸 (MBC) - 닉 러스틴 / 카사노바 (케리 엘위스)
- 어썰트 13 (SBS) - 제이크 로닉 (이선 호크)
- 롱키스 굿나잇 (MBC) - 티머시 (크레이그 비에르코)
- 유성검의 대결 (98년 더빙판/MBC) - 메이 (왕우)
- 상해탄 (SBS) - 류소황 (정우성)
- 스트리트 파이터 (MBC) - 가일 (장클로드 반 담)
- 악연의 사슬 (MBC) - 존 네더우드 (키스 캐러딘)
- 위험한 아이들 (MBC) - 에밀리오 라미레스 (웨이드 도밍게스)
- 이연걸의 정무문 (MBC) - 정은
- 지붕 위의 기병 (MBC) - 안젤로 파르디 (올리비에 마르티네스)
- 카피캣 (MBC) - 르벤 괴츠(더멋 멀로니)
- 캠퍼스 정글 (MBC) - 레미 (마이클 래퍼포트)
- 크래커 잭 (MBC) - 스테판 (블라디미르 쿨리치)
- 네이비 실 (MBC) - 제임스 쿠란 (마이클 빈)
- 팀스터 보스 (MBC) - 나르디 (토니 대로) / 조이(광대) (스티븐 란다조)
- 필링 미네소타 (MBC) - 잭 클레이턴 (키아누 리브스
- 파이널 카운트 (MBC) - 릭 하딩 (마이클 두디코프)
- 화이트 스콜 (MBC) - 앨버트로스 크루먼 (존 사비지)
- K2 (MBC) - 타일러 브룩스 (마이클 빈)
- 모탈 컴뱃 (MBC) - 류캉 (로빈 쇼)
- 베리 배드 씽 (SBS) - 보이드 (크리스천 슬레이터)
- 아주 특별한 약속 (SBS) - 마이클 브리든 (크리스토프 카제노브)
- 환상의 크리스마스 (MBC) - 마이클 (패트릭 뎀프시)
- 업 클로즈 앤 퍼스널 (MBC)
- 프리잭 (MBC) - 알렉스 퍼롱 (에밀리오 에스테베스)
- 라이징 선 (MBC)
- 소살리토 (MBC) - 마이크 (여명)
- 5번가의 비명 (MBC) - 제임스 (토드 그라프)
- 인자무적 (MBC)
- 나이트 워치 (MBC) - 마르틴 (니콜라이 코스테르발다우)
- 도플갱어 (MBC) - 패트릭 (조지 뉴번)
- 화이널 카운트 (MBC) - 릭 하딩 (마이클 두디코프)
- 써든 데스 (MBC) - 데런 (장클로드 반담)
- 캠퍼스 정글 (MBC) - 래미 (마이클 래퍼포트)
- 비호 (MBC) - 돈 (왕민덕)
- 실종 (MBC) - 프란시스코 레알 (안토니오 반데라스)
- 칼리토 (MBC) - 데이빗 (숀 펜)
- 투 다이 포 (MBC) - 지미 (호아킨 피닉스)
- 베스트 맨 (MBC) - 버즈 (딘 케인)
- 한 여름 밤의 꿈 (MBC) - 오베론 (루퍼트 에버릿)
- 사랑은 다 괜찮아 (MBC) - 알렉스 (매슈 페리)
- 할로윈 H20 (MBC) - 존 (조시 하트넷)
- 스터 오브 에코 (MBC) - 톰 (케빈 베이컨)
- 정이건의 영웅 (MBC) - 비기 (정이건)
- 심동 (MBC) - 하오쥔 (카네시로 타케시)
- 비벌리힐즈 캅 3 (MBC) - 빌리 (저지 레인홀드)
- 거짓말 (MBC) - 자크 (장-위그 앙글라드)
- 코드명J (MBC) - 쟈니 (키아누 리브스)
- 맥시멈 리스크 (MBC) - 알랭 / 미카엘 (장클로드 반담)
- 환영특공 (MBC) - 독고 (정이건)
- 중화영웅 (MBC) - 화영웅 (정이건)
- 퀵 앤 데드 (MBC) - 코트 (러셀 크로우)
- 온리 유 (MBC) - 피터 (로버트 다우니 주니어)
- 원 나잇 스탠드 (MBC) - 찰리 (로버트 다우니 주니어)
- 영 건 2 (MBC) - 데이브 (크리스찬 슬레이터)
- 스타트렉 6 (MBC) - 히카루 슬루 함장 (조지 타케이)
- 스타트렉 7 (MBC) - 데이터 (브렌트 스파이너)
- 해커즈 (MBC) - 데이드 머피 (조니 리 밀러)
- 베벌리힐스 캅 (MBC) - 빌리 (저지 레인홀드)
- 록시 (MBC) - 제럴드 (토머스 윌슨 브라운)
- 투 다이 포 (MBC) - 지미 (호아킨 피닉스)
- 비긴 어게인 (MBC) - 음반사 대표 (롭 모로우)
- 플래툰 (MBC) - 크리스 테일러 (찰리 쉰)
- 누가 로저 래빗을 모함했나 (MBC) - 벅스 버니(멜 블랭크) / 족제비(데이빗 랜더)
- 007 유어 아이스 온리 (MBC) - 루이지 페라라(존 모레노) / 에리히 크리글러(존 와이먼)
- 금옥만당 (MBC) - 용곤보(조문탁)
- 성룡의 시티헌터 (SBS) - 고닥(여명) / 중천(왕민덕) / 맥도날드의 부하(게리 다니엘스)
- 베토벤 (MBC) - 브레드(데이비드 듀코브니)
- 리썰 웨폰 3 (MBC) - 데릴(바비 윈)
- 미키 루크의 추적자 (MBC)
- 마이 걸 (MBC)

### 애니메이션
- 테니스의 왕자 (SBS)
- 방가방가 햄토리 (SBS)
- 롤링스타즈 (KBS) - 내래이션
- 은하철도 999 (MBC)
- 그리스 로마 신화 올림포스 가디언 (SBS) - 헤라클레스
- 이크는 멋쟁이 (MBC)
- 슈퍼 K (MBC)
- 마법사 헌터 (MBC) - 마론그랏세
- 빅토리 구슬동자 (SBS) - 블랙봉 (나중)
- 피그마리오 (MBC)
- 철인 28호 FX (MBC) - 프랑켄
- 꼬마탐정 브루노 (MBC)
- 백수왕 고라이온 (어린이TV) - 싱크라인(로토, 로토스)
- 우주의 기사 테카맨 (SBS)
- 철인 사천왕 (SBS) - 루이
- 이집트 왕자 2: 요셉 이야기 (SBS) - 요셉
- 슬램덩크 (SBS) - 권준호 / 윤대협 / 해설
- 와일드 캣츠 (어린이TV) - 그리프터
- 핑크팬더 (MBC)
- 금발의 제니 (MBC)
- 무적고양이 팬텀 (MBC) - 팬텀
- 요술소녀 (MBC)
- 신세기 사이버 포뮬러 (SBS) - 블리드 카일
- 시간 탐험대 (MBC) - 오마르 왕자
- 레드 바론 (MBC) - 제갈량 / 내레이션
- 헬로 카봇 붐바 (SBS) - 드로캅
- 강아지천사 찰리 (MBC) - 아치
- 낚시왕 강바다 (MBC) - 칼 / 해설
- 꽃의 천사 메리벨 (MBC) - 아빠
- 우주전사 마르스 (MBC)
- 유리함대 (애니맥스) - 클레오
- 오거스 (투니버스)
- 천방지축 덩크슛 (SBS)
- 비스트워 네오 (SBS) - 트리케로 / 매치킥
- 닌자고 - 로닌
- 트윈 시그널 (어린이TV) - 아빠

### 극장용 애니메이션
- 극장판 포켓몬스터 베스트위시: 비크티니와 흑의 영웅 제크로무·비크티니와 백의 영웅 레시라무 - 제크로무
- 천재 강아지 미스터 피바디 - 미스터 피바디

### 외화
- 히어로즈 (SBS) - 네이슨 (아드리안 파스다)
- 존 그리섬의 의뢰인 (MBC) - 클린트 (데이비드 배리 그레이)
- 24 (MBC) - 잭 바우어 (키퍼 서덜랜드)
- CSI 뉴욕 (MBC) - 대니 매서 (카미인 지오비나조)
- 스몰빌 (MBC) - 렉스 루터 (마이클 로젠바움)
- 동양특급 로형사 시즌 1 (MBC) - 루이스 (루이스 맨다일러)
- 밴드 오브 브라더스 (MBC) - 스피어스 (매튜 세틀)
- 회색게임 (MBC) - 넬 에버든 (제이슨 게드릭)
- 여상육정 (MBC) - 고담 (천샤오)
- 웨딩플래너 (MBC) - 스티브 (매튜 맥커너히)

### 공연
- 헤어스프레이

### 웹투니메이션
- 혈액형에 관한 간단한 고찰(니켈로디언) - AB형

### 라디오
- 만화열전 - 호텔 아프리카(MBC) - 지요
- 만화열전 - 마스카(MBC) - 카이넨
- 만화열전 - 레드문(MBC) - 아즐라
- 성우 빅 쇼(SBS) 진행
- 성우 안지환이 읽어주는 국어 교과서(EBS) 진행
- 안지환, 김지선의 세상을 만나자(SBS)

### 게임
- 철권 6 - 레이 우롱
- 철권 6: 블러드라인 리벨리온 - 레이 우롱
- 철권 태그 토너먼트 2 - 레이 우롱
- 스트리트 파이터 X 철권 영어판 - 레이 우롱
- 프리스타일 2
- 리얼 바우트 페이탈 퓨리2 신인(한글판) - 김갑환
- 피망 - 피망 뉴맞고 (모바일)

### 광고
- KT스카이라이프
- 경동나비엔
- 다음
- 공주영상정보대학
- CJ스쿨넷
- 한국방송협회
- 산업자원부 에너지관리공단 에너지절약캠페인
- 롯데제과 씨리얼초코
- 인텔 인텔센트리노모바일테크놀러지
- 세계보도사진재단 2004세계보도사진전
- 한국GM 누비라2
- 한국GM
- 한국GM 마티즈
- 한국GM 다마스, 라보
- 현대 뉴마르샤
- 기아 리오
- 기아 카렌스
- 재규어 자동차
- 한성자동차공업사
- 프랑스 라스코 동굴벽화 광명동굴전
- 사랑하기 때문에 예고편
- 오션 앤 엠파이어
- 서울국제마라톤대회
- DHL
- 이번 생은 처음이라 예고편
- 월드클래식무비 채널 ID

### 지역광고
- 대구엠월드 - 대구
- 고려신용정보 - 대구

## 수상 경력
- 2005년 한국방송대상 성우상
- 2006년 MBC 연기대상 라디오 성우 특별상
- 2007년 제19회 한국방송 프로듀서상 시상식 성우부문
- 2016년 대한민국 대중문화예술상 문화체육관광부장관 표창

## 기타
2007년 대선시 이명박을 지지하는 선언을 하기도 하였다.

## 같이 보기
- 문화방송 성우극회
- 이선주